# 崔光鎮
崔光鎮（최광진，?—），北韓政治家，任職財政部部長及最高人民會議代議員。

## 生平
崔光鎮於2009年出任財政部局長。2012年2月，接替文日峰擔任財政部部長。其後，他以替補身份成為最高人民會議的代議員。11月，又被委任為國家體育指導委員會的委員。2014年3月的最高人民會議選舉中，首次當選為代議員。

## 資料來源
1. 1 2 3  .   [2014-05-03]. （原始内容存档于2016-03-05）.